# Oxyaenoides
Oxyaenoides is een geslacht van uitgestorven roofzoogdieren uit de onderfamilie Proviverrinae van de Hyaenodontidae dat tijdens het Eoceen in Europa leefde.

## Fossiele vondsten
Fossielen van Oxyaenoides zijn gevonden in Frankrijk, Duitsland en Zwitserland. De vondsten dateren uit de European land mammal ages Grauvian en Geiseltalian.

## Ontwikkeling
Tijdens het eerste deel van het Eoceen waren de hyaenodonten uit de Proviverrinae beperkt tot het zuidwesten van Europa. Na het uitsterven van de andere groepen creodonten zoals de Oxyaenidae en hyaenodonten zoals Arfia, Prototomus en Galecyon in het noordwesten van Europa, verspreidden de hyaenodonten uit de Proviverrinae zich over geheel westelijk Europa. Ze waren vervolgens de belangrijkste roofzoogdieren op het continent. Er was een grote variatie in ecologie en formaat. Oxyaenoides was een van de nieuwe Europese hyaenodonten die zich in deze periode ontwikkelden. In de loop van het Eoceen ontstonden grotere soorten. Oxyaenoides lingreni (circa 10 kg) uit het Grauvian werd opgevolgd door O. schlosseri (circa 17 kg) uit het Geiseltalian. 

## Kenmerken
Oxyaenoides was een uitgesproken carnivoor en verving in het Grauvian Oxyaena in deze rol in Europa. Het dier was aangepast aan rennen. Kleine onevenhoevigen en evenhoevigen waren vermoedelijke prooidieren van Oxyaenoides. 